# 両立
| ウィキペディアには「両立」という見出しの百科事典記事はありません（タイトルに「両立」を含むページの一覧/「両立」で始まるページの一覧）。 代わりにウィクショナリーのページ「両立」が役に立つかもしれません。 |